# プロ野球スピリッツ2011
『プロ野球スピリッツ2011』（プロやきゅうスピリッツにせんじゅういち）は、パワプロプロダクションが開発、コナミデジタルエンタテインメントから2011年4月14日に発売されたPlayStation 3、ニンテンドー3DS、PlayStation Portable用ゲームソフト。略称は、「プロスピ2011」。
今作はPS3、3DS、PSPのトリプルプラットフォームで発売され、PlayStation 2での発売は前作『プロ野球スピリッツ2010』で終了。PS3とPSPは2011年3月24日に、3DSは3月31日にそれぞれ発売予定であったが、東北地方太平洋沖地震（東日本大震災）に伴う諸事情を考慮しPS3、PSP、3DS共に4月14日に発売延期となった。キャッチフレーズは、「ファンの数だけ、プロ野球がある。」

## 前作との主な変更点
- 「オーダー自動編成機能」が追加。
- 前作までは選手の能力評価が20段階評価（例外としてパワーは255段階、スタミナは99段階）だったが、今作ではすべて99段階に統一された。
- 選手の能力の総合力を表す「⭐︎」が、最大20から最大99に変更された。
- これまで能力画面で表示されなかった野手の守備適性が、今作から能力画面で確認できるようになった。
- 「先発調整力」の能力がなくなり、先発、中継ぎ、抑えの適性が◎、○、△で評価されるようになった。
- グラフィックを一新し、選手のモーションが増加。PS3では観客のリアクションもホームランボールに群がるなど動きのあるものになり、PSPでは球場の広告を再現した。
- ボールカウントの表記を「SBO」「BSO」「球場別」の3種類から選べるようになった。

## パッケージ
プロ野球スピリッツシリーズのパッケージ表紙は、前年に活躍した選手の写真が1チームにつき1人載ることが通例となっている。プロ野球スピリッツ2011においてパッケージの表紙を飾った選手は、以下の12名。
- 福岡ソフトバンクホークス・和田毅
- 埼玉西武ライオンズ・中島裕之
- 千葉ロッテマリーンズ・今江敏晃
- 北海道日本ハムファイターズ・ダルビッシュ有
- オリックス・バファローズ・T-岡田
- 東北楽天ゴールデンイーグルス・田中将大
- 中日ドラゴンズ・和田一浩
- 阪神タイガース・鳥谷敬
- 読売ジャイアンツ・阿部慎之助
- 東京ヤクルトスワローズ・青木宣親
- 広島東洋カープ・前田健太
- 横浜ベイスターズ・村田修一

## 各モード
- 対戦 - PS3版ではオンライン対戦が可能。また、PSP版、3DS版では通信対戦が可能。
- ペナントレース - 本作よりプレイできる期間が20年になり、PS3版では試合途中での中断が可能になった[5]。
- クライマックス - クライマックスシリーズを勝ちあがり、日本一を目指すモード。
- グランプリ（PS3・PSPのみ） - PSP版では初搭載。また、監督も成長するようになった。
- スピリッツ - キャンプ地から「高知」「沖縄」が削除。
- スターダム（PS3のみ） - 一人のプロ野球選手としてペナントレースに参加するモード。イベントが大幅に増えたが、本作でも1シーズンまでしかプレイできない。
- トレーニング - 打撃練習・投球練習・守備練習ができるモード。
- ホームラン競争 - 1回最大20球までプレイできる。
- VPショップ - VPを使って選手能力を上げたり(覚醒)、壁紙等の拡張アイテムの購入ができる。
- プロスピ入門 - 初心者のために、基本から上級までプロスピの動作を学ぶことができる。
- ユーティリティ - 応援歌作成・コピーやオリジナル選手のコピー・削除、チームの編成、起用法などを変更できる。

## 収録選手
2011年2月1日現在でのNPB所属12球団の支配下登録全選手（育成枠で契約している選手を除く）が収録されている。そのため、2011年2月2日以降に起きた以下の選手の移籍・入団・退団は初期データでは反映されていない。
トレードで移籍した選手
- 髙濱卓也（阪神タイガース→千葉ロッテマリーンズ）※小林宏のFA移籍に伴う人的補償
- 竹原直隆（千葉ロッテマリーンズ→オリックス・バファローズ）※金銭トレード
- 髙橋信二（北海道日本ハムファイターズ→読売ジャイアンツ）※金銭トレード
- 星孝典（読売ジャイアンツ→埼玉西武ライオンズ）※金銭トレード
- 小野寺力（埼玉西武ライオンズ）⇔鬼崎裕司（東京ヤクルトスワローズ）
- 江草仁貴（阪神タイガース）⇔黒瀬春樹（埼玉西武ライオンズ）
- サブロー（千葉ロッテマリーンズ）⇔工藤隆人（読売ジャイアンツ）

育成選手からの支配下登録
- ファン・デレオン（福岡ソフトバンクホークス）
- 藤田宗一（福岡ソフトバンクホークス）
- 柳川洋平（福岡ソフトバンクホークス）
- 福元淳史（読売ジャイアンツ）
- 山本和作（読売ジャイアンツ）
- ラファエル・フェルナンデス（東京ヤクルトスワローズ）
- 木下達生（中日ドラゴンズ）
- 国吉佑樹（横浜ベイスターズ）
- 桟原将司（阪神タイガース）
- フレディ・バイエスタス（オリックス・バファローズ）

新入団選手
- エンジェルベルト・ソト（中日ドラゴンズ）
- 陳冠宇（横浜ベイスターズ）
- ライアン・スパイアー（東北楽天ゴールデンイーグルス）
- ロムロ・サンチェス（東北楽天ゴールデンイーグルス）
- カルロス・ロサ（千葉ロッテマリーンズ）
- スティーブン・ランドルフ（横浜ベイスターズ）
- 中村紀洋（横浜ベイスターズ）
- ルイス・ゴンザレス（横浜ベイスターズ）
- ルイス・ガルシア（東北楽天ゴールデンイーグルス）
- ホセ・カスティーヨ（千葉ロッテマリーンズ）
- ボビー・スケールズ（北海道日本ハムファイターズ）
- ジョシュ・フィールズ（読売ジャイアンツ）
- ライアン・マルハーン（埼玉西武ライオンズ）
- ブライアン・バーデン（広島東洋カープ）
- 岡本直也（東京ヤクルトスワローズ）
- エディソン・バリオス（福岡ソフトバンクホークス）
- ヤンシー・ブラゾバン（福岡ソフトバンクホークス）

シーズン途中で退団した選手
- フアン・モリーヨ（東北楽天ゴールデンイーグルス）
- ブライアン・バニスター（読売ジャイアンツ）
- ボブ・マクローリー（千葉ロッテマリーンズ）
- ブライアン・シコースキー（埼玉西武ライオンズ）
- ディー・ブラウン（埼玉西武ライオンズ）